# Aiud
Aiud (în maghiară Enyed, Nagyenyed, în dialectul săsesc Änjet, Angetn, Stroßbrich, în germană Straßburg am Mieresch, în latină Brucla) este un municipiu în județul Alba, Transilvania, România, format din localitățile componente Aiud (reședința), Aiudul de Sus, Gâmbaș, Măgina și Păgida, și din satele Ciumbrud, Gârbova de Jos, Gârbova de Sus, Gârbovița, Sâncrai și Țifra.
Între 1918 și 1950, orașul Aiud, pe atunci comună, a fost reședință de unitate administrativă sub-divizionară de ordin doi (plasă) în cadrul județului interbelic Alba, sub numele omonim de plasa Aiud.

## Toponimie
Toponimul maghiar, cel vechi german, precum și cel român al orașului provin de la numele sfântului Egidiu.

## Stemă
Stema municipiului Aiud se compune dintr-un scut tăiat, având partea superioară despicată. În primul cartier, pe câmp roșu, se află o poartă de aur dotată cu o cruce și cu două medalioane cuprinzând motive populare, de aur. În spațiul deschis al porții se zăresc un ciorchine de strugure și o frunză de viță de vie, de asemenea, de aur. În cartierul secund, pe câmp azuriu, un grifon de argint, limbat roșu, ținând cu ghiara dreaptă o spadă, iar cu cea stângă, o balanță, ambele din același metal. În partea inferioară, pe fond auriu, o carte deschisă, naturală. Scutul este timbrat de o coroană murală, de argint, formată din cinci turnuri crenelate.

Semnificația elementelor însumate:

Poarta relevă valoarea creației folclorice. Strugurii, ponderea pe care a avut-o în trecut viticultura. Sabia, participarea locuitorilor la lupta de apărare. Balanța, atributul organului administrativ orășenesc. Cartea deschisă amintește importantele instituții culturale existente în această urbe: Biblioteca Bethlen (construită în anul 1662) și Muzeul de Științe Naturale (1796).

## Istoric
Pe teritoriul orașului s-a aflat în antichitate așezarea romană Brucla.
Prima menționare documentară datează din 1293, când populația era alcătuita în majoritate de sași. În documentele medievale localitatea Aiud apare sub denumirile Enietten sau Engeten (în dialectul săsesc Angeten sau Anjet) și, uneori, ca Strassburg. Paronimul așezării este Sângătinul (în maghiară Kisenyed, Szászenyed, în traducere „Aiudul Mic” sau „Aiudul Săsesc”).
În anul 1437, în cursul răscoalei de la Bobâlna, Aiudul fost ocupat de răsculați.
În secolul al XVI-lea populația a adoptat reforma protestantă, iar Biserica Cetății a fost folosită în comun de sașii luterani și de maghiarii calvini. Biserica a fost incendiată în anul 1600 de trupele lui Mihai Viteazu și refăcută de Gabriel Bethlen. Din anul 1704 biserica a fost folosită exclusiv de comunitatea calvină, iar comunitatea luterană a sașilor din Aiud și-a construit o biserică nouă în interiorul cetății, pe locul unei capele mai vechi. Aiudul a devenit unul din principalele centre reformate din Transilvania. Aiudul a fost cel mai important centru cultural și de învățământ al calvinismului ardelean. Colegiul, fondat în anul 1622 de principele Gabriel Bethlen la Alba Iulia, a fost mutat în 1662 la Aiud de principele Mihai Apafi I. Colegiul Bethlen poartă astăzi numele fondatorului.
În timpul războiului antiaustriac, condus de principele Francisc Rákóczi al II-lea, comandantul militar imperial Jean Rabutin a dispus incendierea Aiudului la 13 martie 1704. În lupta de apărare a cetății și-au pierdut viața 30 de studenți ai colegiului.
Pe Harta Iosefină a Transilvaniei din 1769-1773 (Sectio 139), localitatea apare sub numele de „N. (Nagy) Enyed” (Aiudul Mare).
La 8 ianuarie 1849 țăranii români răsculați, conduși de Axente Sever și preotul Simion Prodan, au incendiat orașul.  În seara de 8 ianuarie, Crăciunul după calendarul iulian, a început măcelul ce a durat până la 17 ianuarie. Au fost uciși circa 600 de etnici maghiari. Morții au fost aruncați în șanțurile cetății și în varnița de lângă cetate, unde se află un monument construit în memoria victimelor. Axente Sever a fost arestat în februarie 1849, acuzat că ar fi participat la masacru, dar, în procesul penal, instanța i-a stabilit inocența.
Până în 1950 orașul a fost reședința plășii Aiud.
În timpul regimului comunist din România în închisoarea Aiud au fost întemnițați numeroși deținuți politici.

## Demografie
Componența etnică a municipiului Aiud
     Români (72,07%)
     Maghiari (12,98%)
     Romi (3,96%)
     Alte etnii (0,12%)
     Necunoscută (10,87%)
Componența confesională a municipiului Aiud
     Ortodocși (68,3%)
     Reformați (11,3%)
     Greco-catolici (2,47%)
     Baptiști (1,81%)
     Romano-catolici (1,23%)
     Alte religii (3,06%)
     Necunoscută (11,84%)
Conform recensământului efectuat în 2021, populația municipiului Aiud se ridică la 21.307 locuitori, în scădere față de recensământul anterior din 2011, când fuseseră înregistrați 22.876 de locuitori. Majoritatea locuitorilor sunt români (72,07%), cu minorități de maghiari (12,98%) și romi (3,96%), iar pentru 10,87% nu se cunoaște apartenența etnică. Din punct de vedere confesional, majoritatea locuitorilor sunt ortodocși (68,3%), cu minorități de reformați (11,3%), greco-catolici (2,47%), baptiști (1,81%) și romano-catolici (1,23%), iar pentru 11,84% nu se cunoaște apartenența confesională.
0500010.00015.00020.00025.00030.00035.00019121948196619922011populațiePopulația istorică din Aiud
Date: Recensăminte sau birourile de statistică - grafică realizată de Wikipedia

## Politică și administrație
Municipiul Aiud este administrat de un primar și un consiliu local compus din 19 consilieri. Primarul, Dragoș-Ionuț Crișan[*], de la Partidul Social Democrat, este în funcție din 1 noiembrie 2024. Începând cu alegerile locale din 2024, consiliul local are următoarea componență pe partide politice:
|  | Partid                                 | Consilieri | Componența Consiliului | Componența Consiliului | Componența Consiliului | Componența Consiliului | Componența Consiliului | Componența Consiliului | Componența Consiliului | Componența Consiliului |
|  | -------------------------------------- | ---------- | ---------------------- | ---------------------- | ---------------------- | ---------------------- | ---------------------- | ---------------------- | ---------------------- | ---------------------- |
|  | Partidul Social Democrat               | 8          |                        |                        |                        |                        |                        |                        |                        |                        |
|  | Partidul Național Liberal              | 5          |                        |                        |                        |                        |                        |                        |                        |                        |
|  | Uniunea Democrată Maghiară din România | 3          |                        |                        |                        |                        |                        |                        |                        |                        |
|  | Alianța pentru Unirea Românilor        | 2          |                        |                        |                        |                        |                        |                        |                        |                        |
|  | Danciu Ionela-Mariana                  | 1          |                        |                        |                        |                        |                        |                        |                        |                        |

## Lăcașuri de cult

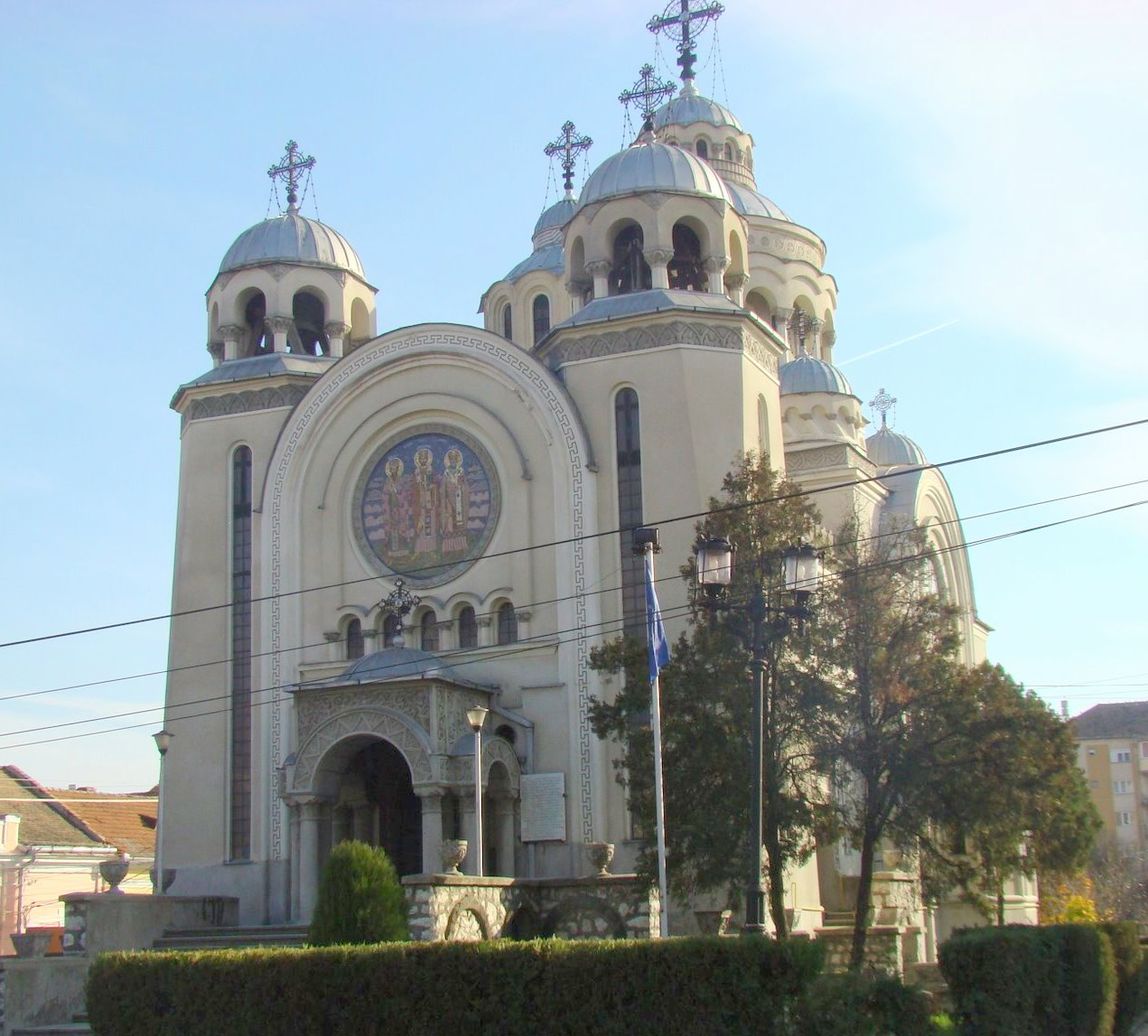
Biserica ortodoxă cu hramul „Sfinții Trei Ierarhi” (Vasile, Grigore și Ioan). Construcția ei a început în anul 1927.

- Biserica reformată-calvină (în incinta cetății Aiudului), cu un masiv turn romanic din sec. al XIII-lea. Biserica propriu-zisă a fost edificată în stil gotic (sec. XV-XVI), ca biserică de tip hală cu trei nave, cu absida poligonală, cu interiorul modificat baroc.
- Biserica romano-catolică, fostă mănăstire minorită, cu hramul Sf. Elisabeta de Turingia
- Biserica unitariană (1929)
- Biserica ortodoxă cu hramul „Sfinții Trei Ierarhi”
- Biserica ortodoxă, cu hramul Înălțarea Sfintei Cruci (strada Ostașilor)
- Biserica greco-catolică veche, cu hramul Sfântul Nicolae, edificiu construit în anul 1912 (strada Simion Bărnuțiu)
- Schitul Eroilor
- Biserica greco-catolică nouă (1998)
- Biserica baptistă (strada Liviu Rebreanu)

## Obiective turistice

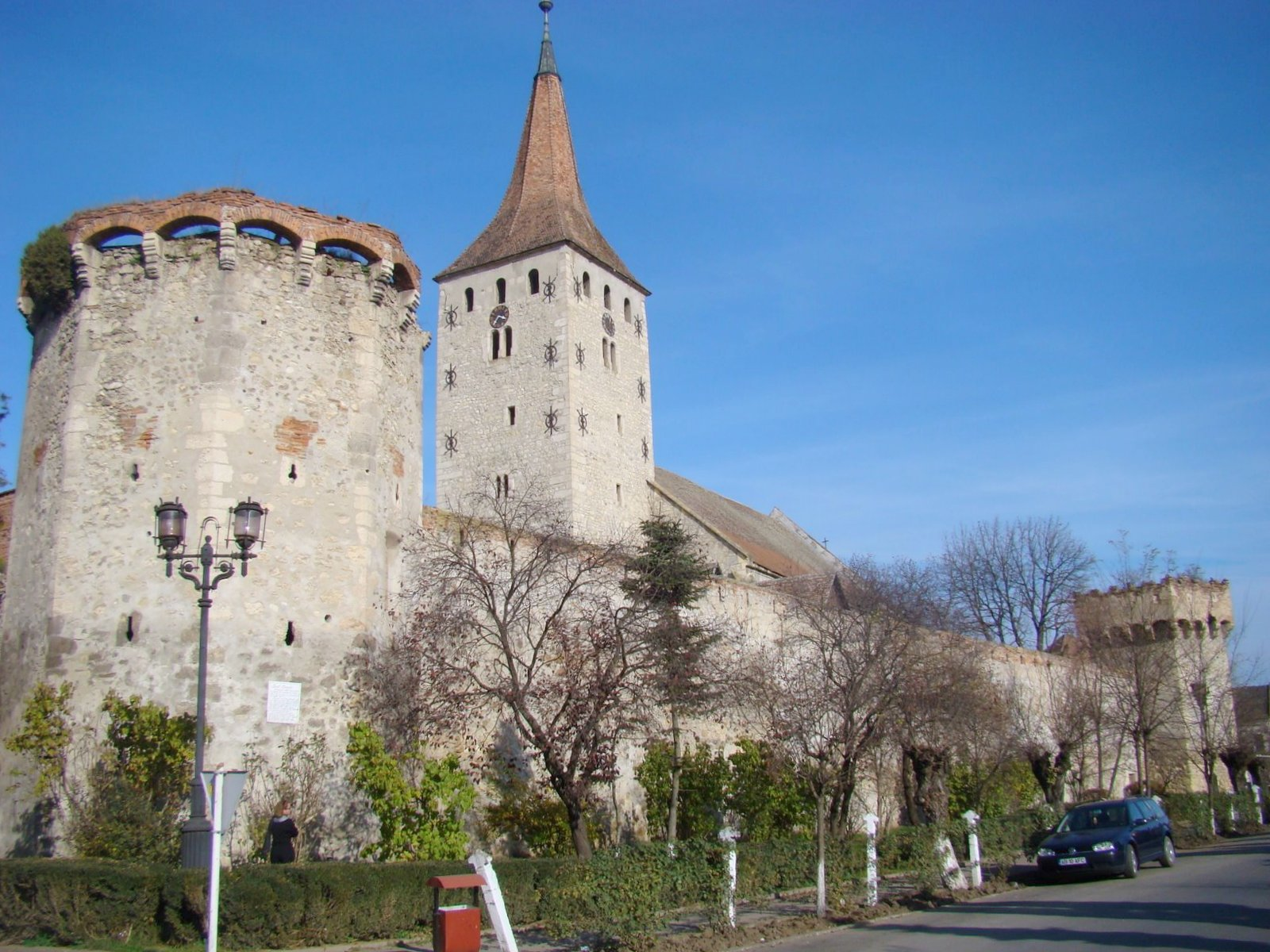
Cetatea Aiudului

- Cetatea Aiudului, una din cele mai vechi cetăți urbane din Transilvania (sec. XIII-XVI). De plan poligonal neregulat, construită din piatră brută (grosimea zidurilor: 1,20 m), cetatea a fost întărită cu turnuri (al blănarilor, al măcelarilor, al croitorilor etc.), aparținând breslelor meșteșugărești.
- Castelul Bethlen (palatul voievodal, sec. XVI-XVII), a aparținut principelul ardelean Gabriel Bethlen (în anii 1612-1629). În palat ființează în prezent un muzeu de științe naturale.
- Muzeul de istorie (în incinta cetății Aiudului)
- Rezervația naturală Pădurea Sloboda (20 de hectare).
- Băgău, Trascău (situri de importanță comunitară incluse în rețeaua ecologică europeană Natura 2000 în România) și Munții Trascăului (arie de protecție specială avifaunistică (sit SPA)
- Cheile Aiudului

## Orașe înfrățite
Municipiul Aiud este înfrățit cu următoarele localități:
- Dingelstädt, Germania (1993)
- Gyomaendrőd, Ungaria (1993)
- Cusset, Franța (2001)
- Ponte de Sor, Portugalia (2003)
- Siklós, Ungaria (2003)
- Megara, Grecia (2003)

## Personalități
- Péter Alvinczi (1570 - 1634), scriitor, autor de scrieri bisericești și politice;
- Florence Baker (1841 - 1916), exploratoare;
- Zsigmond Vita (1906 - 1998), istoric cultural;
- Zoltán Jékely (1913 - 1982), scriitor și traducător;
- Arpad Bako (1914 - 1990), atlet de performanță, profesor de educație fizică și sport;
- Gyula Strommer (1920 - 1995), matematician, astronom;
- Arcadie Sarcadi (1925 - 2002), jucător de polo pe apă;
- Albert Winkler (1930 - 1992), compozitor;
- Carol Bedö (n. 1930), gimnast;
- Adela Mărculescu (n. 1938), actriță;
- Anton Șuteu (1947 - 2010), compozitor;
- Romeo Pop (1952 - 2022), actor;
- Teodor Rus (n. 1974), fotbalist;
- Bogdan Andone (n. 1975), fotbalist;
- Răzvan Dâlbea (n. 1981), fotbalist;
- Szabolcs Székely (n. 1985), fotbalist;
- David Popa (n. 1997), fotbalist;
- Andrei Cordea (n. 1999), fotbalist;
- Raul Șteau (n. 2001), fotbalist;
- Andrei-Florin Rațiu (n. 1998) , fotbalist.